# Acanalonia caelata
Acanalonia caelata är en insektsart som beskrevs av Fowler 1900. Acanalonia caelata ingår i släktet Acanalonia och familjen Acanaloniidae. Inga underarter finns listade i Catalogue of Life.